# Sooretama aguirrei
Sooretama aguirrei är en mångfotingart som beskrevs av Christoph D. Schubart 1945. Sooretama aguirrei ingår i släktet Sooretama och familjen Spirostreptidae. Inga underarter finns listade i Catalogue of Life.